# Kevin McCarthy (polític)
Kevin McCarthy (anglès: Kevin Owen McCarthy)  (Bakersfield, 26 de gener de 1965), de nom complet Kevin Owen McCarthy, és un polític estatunidenc del Partit Republicà que ocupa el càrrec de líder de la minoria a la Cambra de Representants dels Estats Units des del 2019. Va exercir anteriorment com a líder de la majoria de la Cambra sota els presidents John Boehner i Paul Ryan del 2014 al 2019. Des del 2007 és representant dels Estats Units pel 23è districte congressual de Califòrnia.

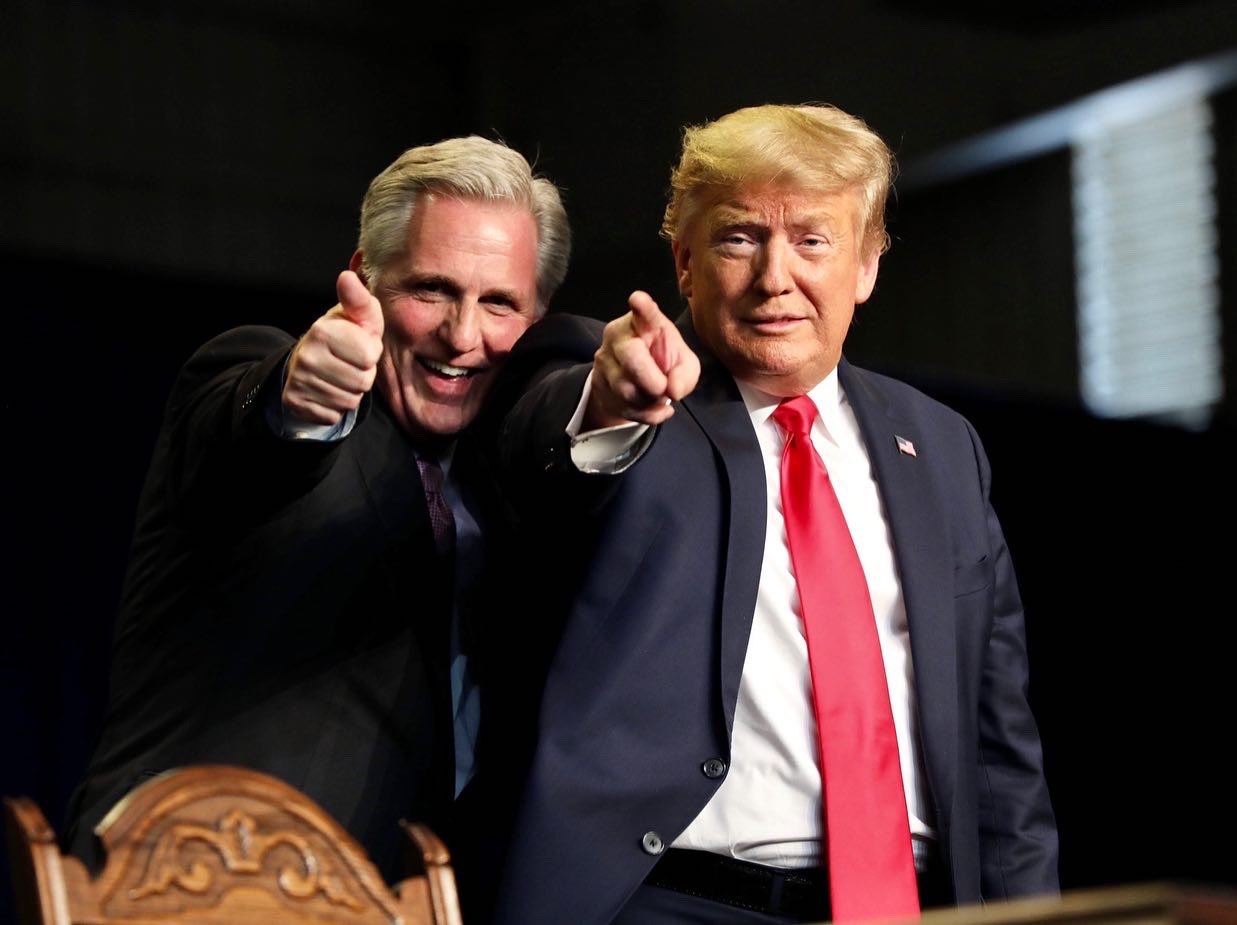
McCarthy amb Donald Trump a Bakersfield, Califòrnia, el 2020.

Va ser anteriorment president dels Joves Republicans de Califòrnia i de la Federació Nacional Jove Republicana. McCarthy va treballar com a director de districte per al representant dels Estats Units, Bill Thomas, i el 2000 va ser elegit administrador del districte de Kern Community College. Després va formar part de l'Assemblea de l'Estat de Califòrnia del 2002 al 2006, els dos darrers anys com a líder de la minoria. Quan Thomas es va retirar de la Cambra dels Estats Units el 2006, McCarthy va presentar-se per succeir-lo i va guanyar les eleccions.
McCarthy és resident de quarta generació del comtat de Kern. El seu avi matern fou un immigrant italià. McCarthy és el primer republicà de la seva família més propera, ja que els seus pares eren membres del Partit Demòcrata. Va assistir a la Universitat Estatal de Califòrnia, a Bakersfield, on va obtenir una Llicenciatura en Ciències de Màrqueting el 1989 i un Màster en Administració d'Empreses el 1994.